# Greenwich & Lewisham Young People's Theatre
Le Greenwich & Lewisham Young People's Theatre  (GLYPT) est un théâtre situé à Londres, au Royaume-Uni. C'est également une école d'art dramatique pour enfants et adolescents.
En mai 2019, le théâtre change de direction artistique et également de nom : il devient le Tramshed.